# پاول وگنر
پاول وگنر (آلمانی: Paul Wegener؛ ۱۱ دسامبر ۱۸۷۴ – ۱۳ سپتامبر ۱۹۴۸) هنرپیشه، کارگردان و بازیگر سینما اهل کشور آلمان بود.
از فیلم‌ها یا برنامه‌های تلویزیونی که وی در آن نقش داشته است می‌توان به مادام دو باری، گولم و شفق اشاره کرد.